# Nagroda im. dr Andrzeja Kremera – „Konsul Roku”

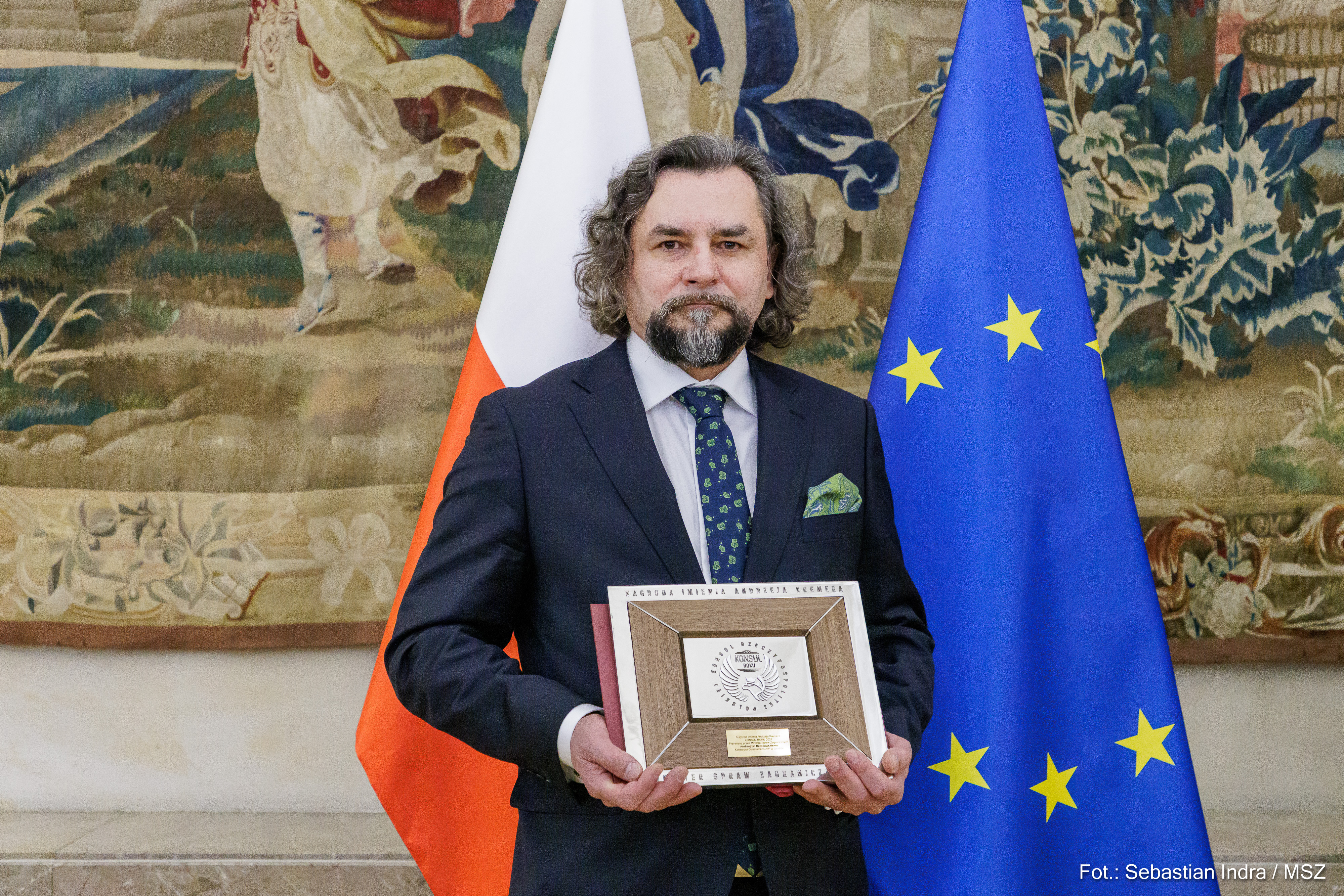
Andrzej Raczkowski, laureat za 2021 z Nagrodą

Nagroda im. dr Andrzeja Kremera – „Konsul Roku” – nagroda przyznawana co roku przez Ministra Spraw Zagranicznych RP wyróżniającemu się urzędnikowi konsularnemu.
Nagroda została ustanowiona 25 października 2010. Jej patronem został Andrzej Kremer, prawnik i konsul. Nagroda zastąpiła przyznawany wcześniej tytuł „Konsula Roku”. Jest ona z reguły wręczana przy okazji Dnia Służby Zagranicznej (16 listopada).

## Laureaci
- 2011 – Krzysztof Ciebień, Konsul RP w Kantonie[2]
- 2012 – Stanisław Kargul(inne języki), Konsul RP w Wilnie[3]
- 2013 – Anna Nowakowska, Konsul RP w Brześciu[2]
- 2014 – Ireneusz Truszkowski, Konsul RP w Londynie[2]
- 2015 – Katarzyna Smoter(inne języki), Konsul RP w Dublinie[2]
- 2016 – Sławomir Kowalski(inne języki), Konsul RP w Oslo[5]
- 2017 – Radosław Wawrzyniak(inne języki), Konsul RP w Pekinie[2]
- 2018 – Rafał Wolski, Konsul RP we Lwowie[2]
- 2019 – Jakub Wawrzyniak,  Konsul RP w Kolonii[6]
- 2020 – nie przyznano
- 2021 – Andrzej Raczkowski, Konsul RP w Grodnie (wręczona w 2023)[7]
- 2022 – nie przyznano
- 2023 – Anna Chabros(inne języki), Konsul RP w Kairze (wręczona w 2024)[4]
- 2024 – Stanisław Guliński, Konsul RP w Abudży[4]